# Jó Segítség Miasszonyunk

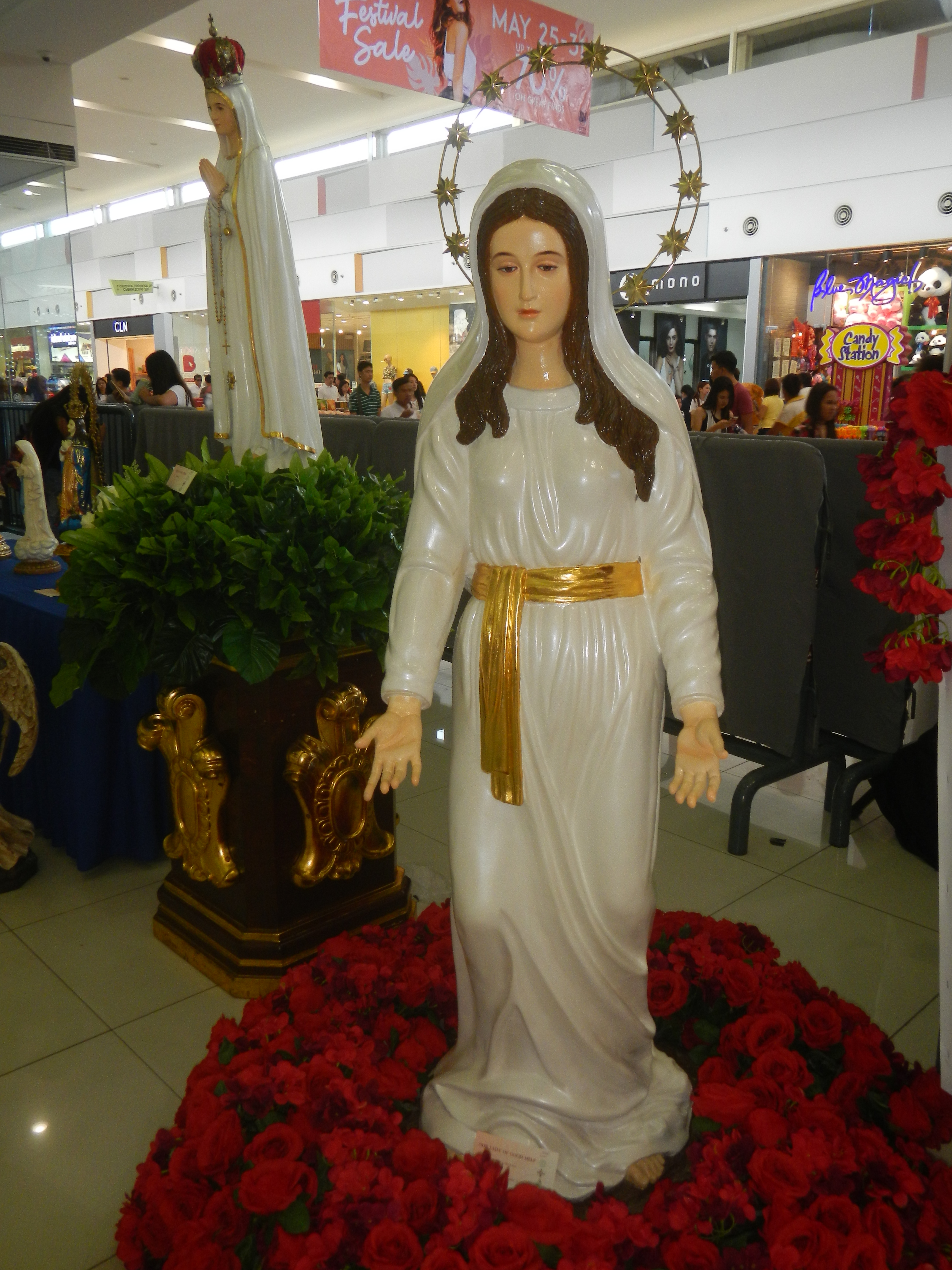
Jó Segítő Szűzanya szobra

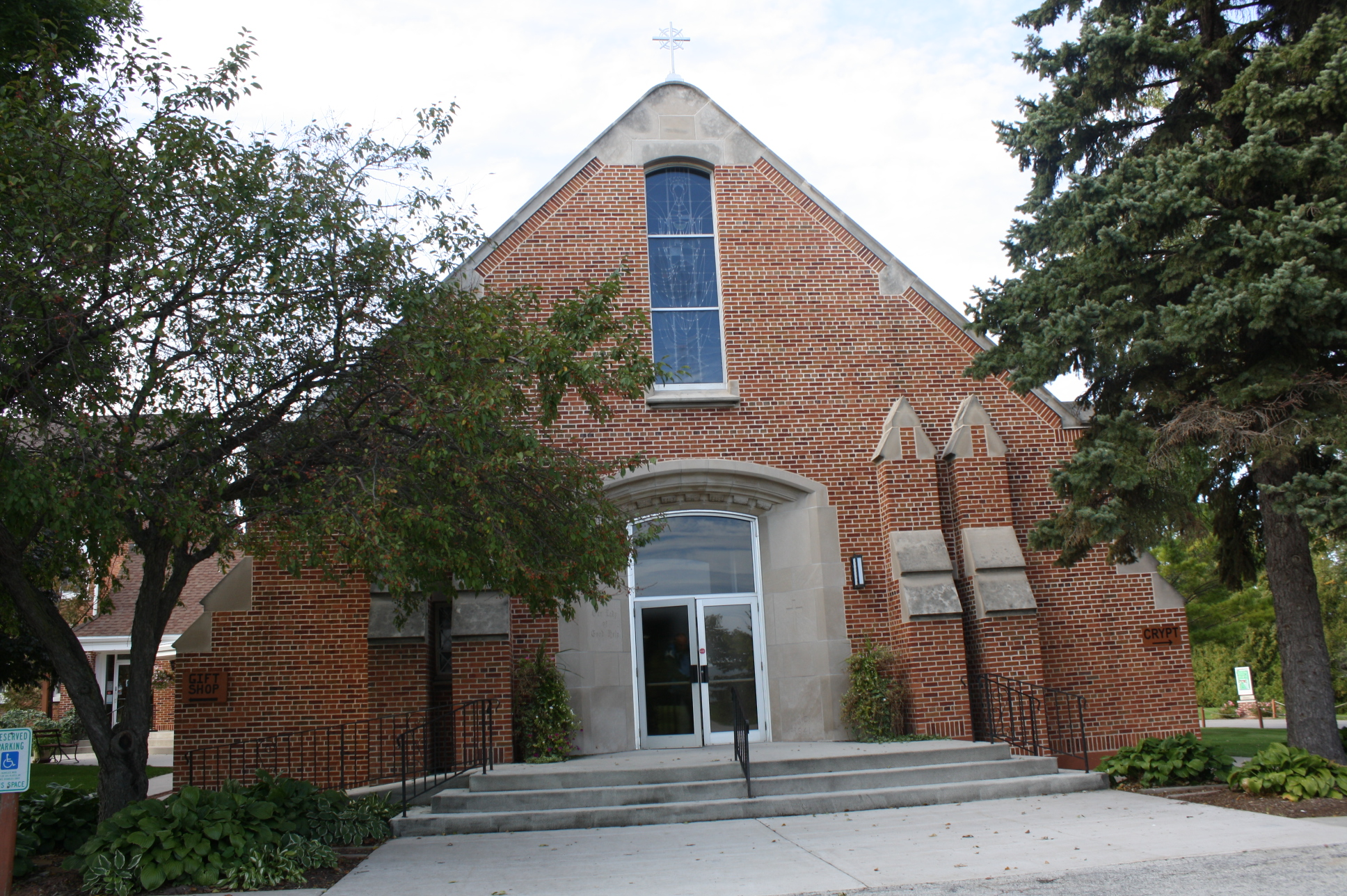
A Jó Segítő Boldogasszony szentélye (Champion, Wisconsin)

A Jó Segítség Miasszonya, egyike a hivatalosan elismert Szűz Mária-jelenések közül.

## A jelenés története
Adéle Brise egy belga bevándorló volt, aki Wisconsinban az akkori Robinsionvilleben telepedett le. Ma a városkát Championnak nevezik. 1859 októberében háromszor jelent meg neki Szűz Mária, aki az Ég Királynőjének nevezte magát. A belga lánynak ezt az üzenetet adta:
"Gyűjtsd össze ebben a vad országban a gyerekeket, és tanítsd meg arra mit kellene tenniük az üdvösség megszerzése érdekében."
Egy másik üzenetében ez állt:
"Az Ég Királynője imádkozik a bűnösök megtéréséért."
Ezután Adéle életét hitoktatásnak szentelte.

## Vizsgálat
Green Bay püspöke David Rickin elrendelte a vizsgálatot és két év vizsgálódás után 2010 december 8-án - a Szeplőtelen fogantatás ünnepén hivatalosan elismerte a jelenés valódiságát.